# Söngvakeppnin 2025
La diciannovesima edizione di Söngvakeppnin si è svolta dall'8 al 22 febbraio 2025 e ha selezionato il rappresentante dell'Islanda all'Eurovision Song Contest 2025 a Basilea, in Svizzera.
I vincitori sono stati i Væb con Róa.

## Organizzazione
Inizialmente l'emittente Ríkisútvarpið (RÚV) avrebbe dovuto annunciare la partecipazione all'Eurovision Song Contest 2025 il 5 settembre 2024; tuttavia, a causa di molteplici controversie avvenute sia durante l'edizione 2024 di Söngvakeppnin, competizione musicale tradizionalmente utilizzata per la scelta del rappresentante nazionale, che durante lo svolgimento dell'edizione 2024 della manifestazione europea, il capo delegazione islandese Rúnar Freyr Gíslason ha annunciato che la decisione riguardante la partecipazione nazionale era stata posticipata, con la delegazione incaricata di discutere dell'argomento in una riunione con le altre delegazioni partecipanti al concorso e con l'Unione europea di radiodiffusione (UER).
Il successivo 13 settembre l'emittente ha ufficialmente confermato la partecipazione dell'Islanda all'Eurovision Song Contest 2025, insieme all'organizzazione della diciannovesima edizione di Söngvakeppnin. A partire dal 20 settembre 2024, l'emittente ha dato la possibilità agli aspiranti autori di inviare i propri brani entro il 13 ottobre, con la condizione che gli artisti partecipanti fossero cittadini o residenti permanenti in Islanda.
L'evento si è tenuto in tre serate: due semifinali, rispettivamente programmate per l'8 e il 15 febbraio 2025, e la finale il successivo 25 febbraio. In ciascuna semifinale si sono esibiti cinque artisti, tre dei quali hanno avuto accesso alla finale tramite televoto. Per la prima volta dall'edizione 2012 viene modificato lo svolgimento della finale: il voto combinato di una giuria internazionale e del pubblico hanno decretato il vincitore in un'unica fase, eliminando definitivamente la votazione a due fasi con la "superfinale" attuata durante le edizione precedenti. Nelle semifinali, come di consuetudine, sono stati presentati i brani nella loro versione in lingua islandese, mentre nella finale è stata data la possibilità agli artisti di eseguire la propria canzone nella lingua desiderata.

### Giuria
La giuria internazionale per Söngvakeppnin 2025 sarà composta da:
- Damir Kedžo, cantante, rappresentante della Croazia all'Eurovision Song Contest 2020;
- Saba, cantante, modella ed attrice teatrale, rappresentante della Danimarca all'Eurovision Song Contest 2024;
- Niamh Kavanagh, cantante, vincitrice dell'Eurovision Song Contest 1993 e rappresentante dell'Irlanda all'Eurovision Song Contest 2010;
- Sietse Bakker, produttore esecutivo dell'Eurovision Song Contest 2021;
- Peter Fenner, esperto dell'Eurovision Song Contest;
- Ersin Parlak, agente musicale e responsabile stampa per San Marino all'Eurovision Song Contest;
- Marija Sur, cantante.

## Partecipanti
Una giuria interna composta da rappresentanti dell'Associazione islandese dei compositori e dei parolieri (FTT), dell'Associazione dei musicisti islandesi (FÍH) e dell'emittente RÚV ha selezionato 10 partecipanti fra le 110 proposte ricevute. La lista completa degli artisti partecipanti è stata pubblicata il 17 gennaio 2025 durante lo speciale Lögin í Söngvakeppninni.
| Artista       | Titolo             | Titolo           | Compositori |
| Artista       | Versione islandese | Versione inglese | Compositori |
| ------------- | ------------------ | ---------------- | --- |
| Ágúst         | Eins og þú         | Like You         | Ágúst Þór Brynjarsson, Hákon Guðni Hjartarson, Halldór Gunnar Pálsson                                          |
| Bára Katrín   | Rísum upp          | Rise Above       | Heiðar Kristjánsson, Lára Ómarsdóttir, Seinunn Ása Þorvaldsdóttir, Valgeir Magnússon                           |
| Bia           | Norðurljós         | Northern Lights  | Beatriz "Bia" Aleixo, Jóhannes Ágúst, Jón Arnór Styrmisson, Kolbeinn Egill Þrastarson, Kristrún Jóhannesdóttir |
| Birgo         | Ég flýg í storminn | Stormchaser      | Birgitta Ólafsdóttir, Helga Þórdís Guðmundsdóttir, Jonas Gladnikoff                                            |
| Bjarni Arason | Aðeins lengur      | —                | Björn Björnsson, Jóhann Helgason                                                                               |
| Dagur Sig     | Flugdrekar         | Carousel         | Andreas Lindbergh, Einar Lövdahl, Joy Deb, Linnea Deb, Thorsteinn Einarsson                                    |
| Júlí & Dísa   | Eldur              | Fire             | Andri Þór Jónsson, Birgir Steinn Stefánsson, Júlí Heiðar Halldórsson, Ragnar Már Jónsson                       |
| Stebbi Jak    | Frelsið mitt       | Set Me Free      | Alda B. Lilliendahl Ólafsdóttir, Michael James Down, Primoz Poglajen, Stebbi Jak, Will Taylor                  |
| Tinna         | Þrá                | Words            | Guðný Ósk Karlsdótti, Rob Price, Tinna Óðinsdóttir                                                             |
| Væb           | Róa                | —                | Hálfdán Helgi Matthíasson, Matthías Davíð Matthíasson, Ingi Þór Garðarsson                                     |

## Semifinali
Le semifinali si svolgeranno in due serate, l'8 e il 15 febbraio 2025, e vedranno competere 5 partecipanti ciascuno per i tre posti per puntata destinati per la finale. La divisione e l'ordine d'esibizione delle semifinali sono stati resi noti il 17 gennaio 2025, in concomitanza con l'annuncio dei partecipanti.

### Prima semifinale
La prima semifinale si è svolta l'8 febbraio 2025 presso i RVK Studios di Reykjavík, e sarà presentata da Benedikt Valsson, Guðrún Dís Emilsdóttir e Fannar Sveinsson.
Ad accedere alla finale sono stati Stebbi Jak, Ágúst e i Væb.
| # | Artista    | Titolo             | Televoto | Televoto | posizione |
| - | ---------- | ------------------ | -------- | -------- | --------- |
| 1 | Stebbi Jak | Frelsið mitt       | 8 853    | 21,28%   | 3         |
| 2 | Birgo      | Ég flýg í storminn | 5 089    | 12,23%   | 4         |
| 3 | Ágúst      | Eins og þú         | 10 069   | 24,20%   | 2         |
| 4 | Bia        | Norðurljós         | 4 945    | 11,89%   | 5         |
| 5 | Væb        | Róa                | 12 649   | 30,40%   | 1         |

### Seconda semifinale
La seconda semifinale si è svolta il 15 febbraio 2025 presso i RVK Studios di Reykjavík, ed è stata presentata da Benedikt Valsson, Guðrún Dís Emilsdóttir e Fannar Sveinsson.
Ad accedere alla finale sono stati Júlí & Dísa, Bjarni Arason e Tinna.
| # | Artista       | Titolo        | Televoto | Televoto | posizione |
| - | ------------- | ------------- | -------- | -------- | --------- |
| 1 | Dagur Sig     | Flugdrekar    | 7 400    | 17,51%   | 4         |
| 2 | Júlí & Dísa   | Eldur         | 9 469    | 22,41%   | 2         |
| 3 | Bára Katrín   | Rísum upp     | 6 218    | 14,72%   | 5         |
| 4 | Bjarni Arason | Aðeins lengur | 9 323    | 22,06%   | 3         |
| 5 | Tinna         | Þrá           | 9 846    | 23,30%   | 1         |

## Finale
La finale si è svolta il 22 febbraio 2025 presso i RVK Studios di Reykjavík, ed è stata presentata da Benedikt Valsson, Guðrún Dís Emilsdóttir e Fannar Sveinsson. L'ordine d'esibizione è stato reso noto il 17 febbraio 2025. A differenza delle semifinali dove i partecipanti hanno l'obbligo di esibirsi in islandese, nella finale ogni artista ha la possibilità di scegliere la versione con cui hanno intenzione di partecipare all'Eurovision Song Contest.
La serata è stata aperta dal rapper Herra Hnetusmjör, mentre Hera Björk, rappresentante dell'Islanda all'Eurovision Song Contest 2010 e 2024, e Käärijä, rappresentante della Finlandia all'Eurovision Song Contest 2023, quest'ultimo assieme al duo Hooja, si sono esibiti durante l'intervallo.
I Væb sono stati proclamati vincitori trionfando sia nel televoto che nel voto della giuria.
| # | Artista       | Titolo        | Punteggio | Punteggio | Punteggio | Punteggio | Posizione |
| # | Artista       | Titolo        | Giuria    | Televoto  | Televoto  | Totale    | Posizione |
| - | ------------- | ------------- | --------- | --------- | --------- | --------- | --------- |
| 1 | Ágúst         | Like You      | 45        | 9 104     | 23        | 68        | 6         |
| 2 | Bjarni Arason | Aðeins lengur | 44        | 15 266    | 39        | 83        | 4         |
| 3 | Júlí & Dísa   | Fire          | 63        | 29 010    | 74        | 137       | 3         |
| 4 | Væb           | Róa           | 74        | 36 535    | 93        | 167       | 1         |
| 5 | Tinna         | Words         | 53        | 8 839     | 22        | 75        | 5         |
| 6 | Stebbi Jak    | Set Me Free   | 57        | 33 202    | 85        | 142       | 2         |

| Brano         | NLD | DNK | TUR | UKR | GBR | IRL | HRV | Totale |
| ------------- | --- | --- | --- | --- | --- | --- | --- | ------ |
| Like You      | 7   | 5   | 5   | 6   | 7   | 7   | 8   | 45     |
| Aðeins lengur | 6   | 6   | 6   | 5   | 10  | 5   | 6   | 44     |
| Fire          | 10  | 10  | 10  | 8   | 8   | 12  | 5   | 63     |
| Róa           | 8   | 12  | 12  | 10  | 12  | 10  | 10  | 74     |
| Words         | 5   | 7   | 8   | 12  | 6   | 8   | 7   | 53     |
| Set Me Free   | 12  | 8   | 7   | 7   | 5   | 6   | 12  | 57     |